# 川浦川
川浦川（かわうらがわ）は、木曽川水系の一級河川。岐阜県美濃加茂市・加茂郡川辺町・加茂郡富加町を流れる。津保川・長良川を経て伊勢湾に至る木曽川の3次支川。

## 地理

### 流路
岐阜県美濃加茂市北東部の平木山付近に源を発し、美濃加茂市と加茂郡川辺町の境を流れ、その後美濃加茂市伊深町付近、加茂郡富加町を流れて、富加町と関市の境付近で津保川（長良川支流）に合流する。途中同市三和町川浦地内で納古川、太市川、廿屋川、同市伊深町付近で大洞川を合流し、富加町滝田で津保川に合流する。

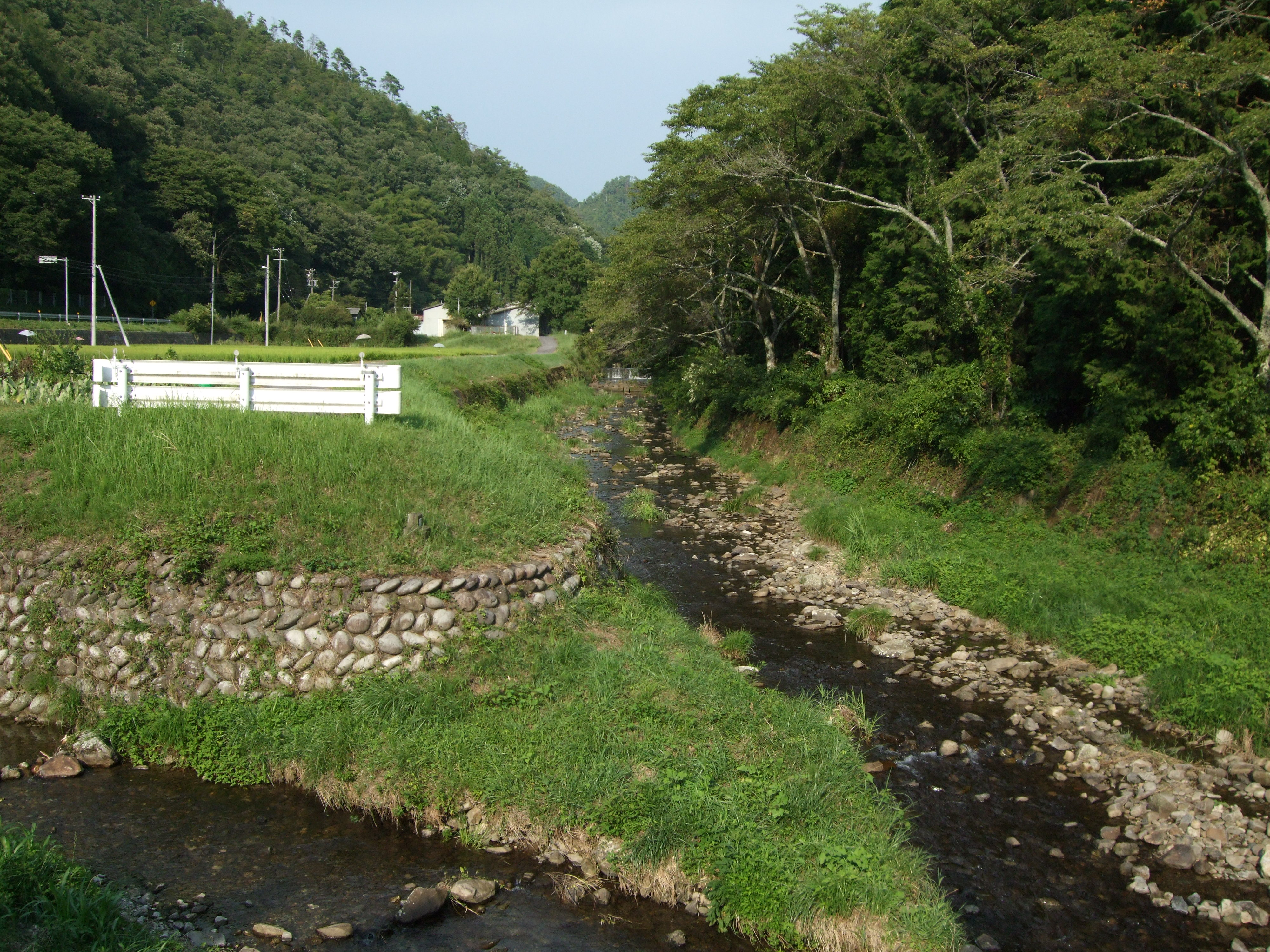
廿屋川への合流点付近（美濃加茂市三和町川浦）

### ゲンジボタル
山間部の清流で初夏にはゲンジボタルが見られる。1973年（昭和48年）には「三和のゲンジボタル」として美濃加茂市天然記念物に指定された。1989年（平成元年）には環境庁によってふるさといきものの里100選に選定された。また、川浦川は1986年（昭和61年）に岐阜県の名水50選に選定されている。川にまつわる伝説に「龍宮さまの淵」がある。

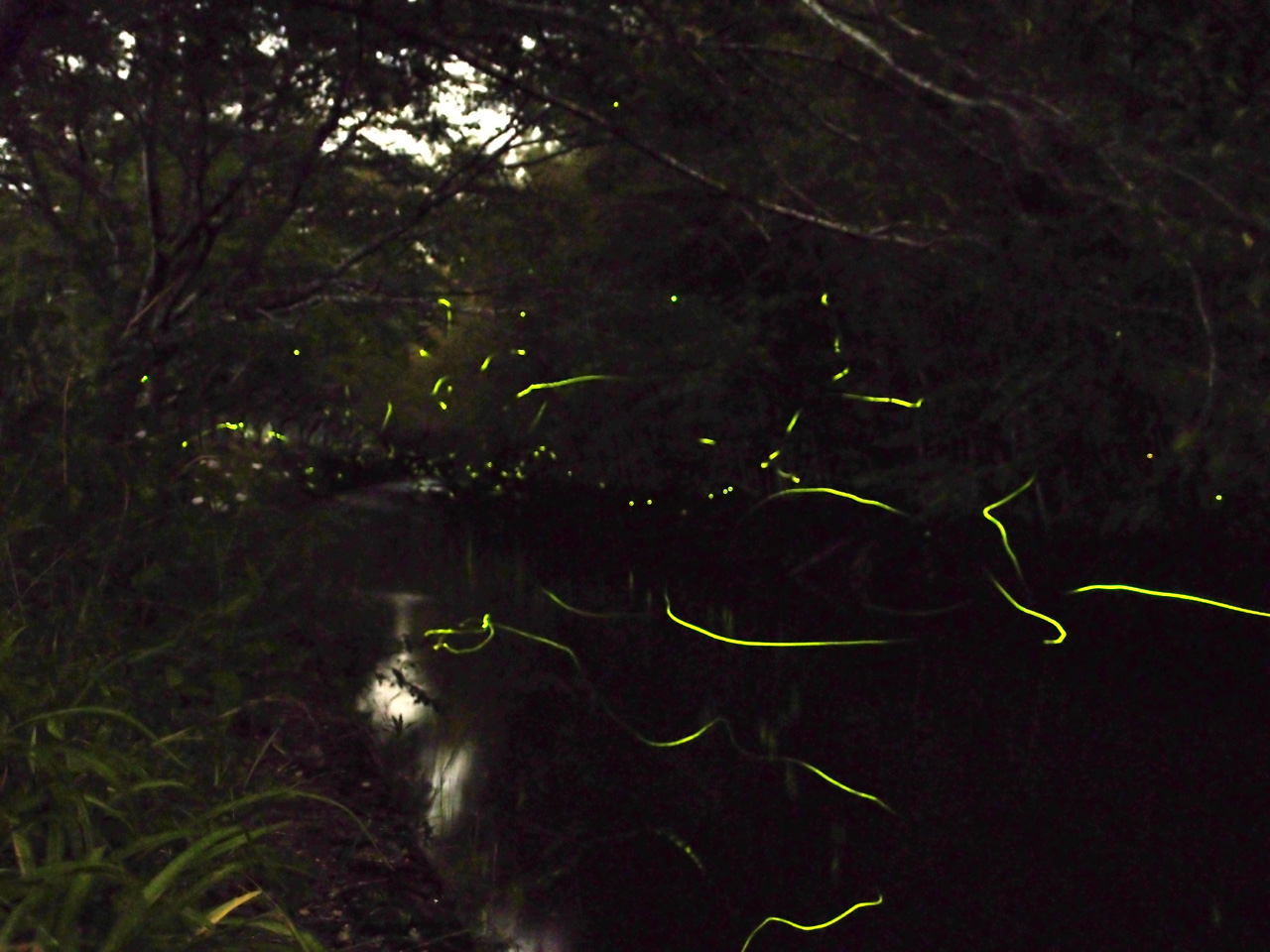
川浦川のホタル

## 主な支流
一級河川のみ、下流側から順に記載。
- 大洞川
- 廿屋川
- 太市川
- 納古川

## 主な橋
並行区間が多い岐阜県道97号富加七宗線は、天王橋・川浦橋・古市橋・納治橋などが架かる。
- 滝田橋（岐阜県道364号大平賀富加停車場線）
- 猿飛橋（岐阜県道348号山之上古井線）

## 付近
- みのかも健康の森